# Слепченски апостол
Слепченският апостол e среднобългарски книжовен паметник от XII век.
Съдържа общо 154 пергаментни листа и представлява палимпсест, изписан върху по-стар, изличен гръцки текст (жития на светиите) от втората половина на Х в. Горният му, славянски текст е пълен изборен апостол, написан с кирилица. В него е включен месецослов, където месеците са назовани с техните стари славянски имена. Издаден е от руския учен Григорий Илински.
Апостолът е открит от Виктор Григорович през 1844 г. в Слепченския манастир. През 1877 г. Стефан Веркович го изнася в Русия. Основната му част се намира сега в Санкт Петербург (Руска национална библиотека, F.п.I 101 и 101а; Библиотека на Руската академия на науките, 24.4.6), а други, по-малки откъслеци се пазят в Пловдив (Народна библиотека „Иван Вазов“, №25), в Москва (Руска държавна библитека, ф.87 №14) и в Киев (Национална библиотека на Украйна „Владимир Вернадски“, ДА/П.25).